# Скорупа, Катажина
Катажина Скорупа (пол. Katarzyna Skorupa; 16 сентября 1984 года, Радом) — польская волейболистка, связующая итальянского клуба «Имоко Воллей» Конельяно, сестра-близнец Малгожаты Скорупы.

## Биография

### Ранние годы
Катажина родилась в Радоме 16 сентября 1984 года в волейбольной семье. Её отец — Анджей Скорупа — польский волейболист, игрок сборной страны в 1980-х годах и многолетний связующий ВКС «Чарни» Радом. Её мама Эва Вавженчик волейболистка клуба «Радомка» из Радома. Катажина на несколько минут старше своей сестры Малгожаты, которая также волейболистка.
Сёстры совместно начинали заниматься волейболом в команде «Прох» Пёнки, где их тренерами были Тадеуш Михньо и Халина Зелинская, волейболистка сборной Польши и «Радомки», а также крёстная мама Малгожаты. В 2002 году сёстры присоединились к клубу высшей лиги «Скра» Варшава но, не пробившись в основу, вскоре покинули команду и выступали за другие коллективы. «Скра» последний совместный этап в карьере сестёр.

### Клубная карьера
Катажина попеременно выступала за команды ПТПС Пила (2003—2005 и 2007—2008) и БКС Бельско-Бяла (2005—2006 и 2008—2011). Неизменно в каждом из этих периодов карьеры Катажина выигрывала с командой медаль различного достоинства. В сезоне 2009/10 Катажина стала чемпионкой Польши в составе БКС Бельско-Бяла. Сезон 2011/12 Катажина Скорупа провела в итальянском «Робур Тибони» из Урбино. Затем Катажина выступала два сезона за азербайджанскую «Рабиту» из Баку, с которой стала дважды чемпионкой Азербайджана и финалисткой Лиги чемпионов ЕКВ в сезоне 2012/13. Сезон 2014/15 Катажина провела в составе «Поми Казальмаджоре», с которым выиграла чемпионат Италии. В сезоне 2015/16 Катажина выступала за турецкий «Фенербахче» из Стамбула, в составе которого заняла второе место в чемпионате и выиграла Суперкубок Турции. С сезона 2016/17 выступает за итальянский «Имоко Воллей» Конельяно.

### Карьера в сборной
Катажина Скорупа считается одной из сильнейших в своём амплуа в Польше. Она выступала за сборную с 2004 по 2012 год и сыграла 150 игр. Однако она не была включена в состав на победный для Польши чемпионат Европы 2005, поскольку главный тренер Анджей Немчик сделал выбор в пользу Магдалены Сливы и Изабелы Белцик. Скорупа также пропустила бронзовый для Польши чемпионат Европы 2009, но на этот раз из-за травмы. Катажина Скорупа выступала за сборную на Олимпиаде в Пекине в 2008 году.

## Статистика выступлений
| Клуб               | Годы       |
| ------------------ | ---------- |
| Скра Варшава       | 2002—2003  |
| ПТПС Пила          | 2003—2005  |
| БКС Бельско-Бяла   | 2005—2006  |
| ПТПС Пила          | 2007—2008  |
| БКС Бельско-Бяла   | 2008—2011  |
| Тибони Урбино      | 2011—2012  |
| Рабита Баку        | 2012—2014  |
| Поми Казальмаджоре | 2014—2015  |
| Фенербахче         | 2015—2016  |
| Имоко Воллей       | 2016—н. в. |

## Личная жизнь
Открытая лесбиянка.

## Достижения
- Победительница чемпионата Польши: 2009/10
- Серебряный призёр чемпионата Польши (3): 2006/07, 2007/08, 2008/09
- Бронзовый призёр чемпионата Польши (2): 2004/05, 2010/11
- Обладательница Кубка Польши (3): 2005/06, 2007/08, 2008/09
- Победительница чемпионата Азербайджана (2): 2012/13, 2013/14
- Победительница чемпионата Италии: 2014/15
- Серебряный призёр чемпионата Турции: 2015/16
- Обладательница Суперкубка Турции: 2015
- Серебряный призёр Клубного чемпионата мира: 2012
- Серебряный призёр Лиги чемпионов ЕКВ: 2012/13

Индивидуальные награды
- Самый ценный игрок (MVP) Кубка Польши: 2007/08
- Лучшая связующая Кубка Польши (3): 2007/08, 2008/09, 2010/11
- Лучшая связующая чемпионата Азербайджана: 2012/13